# Шестизяброва акула
Шестизяброва акула (Hexanchus) — рід акул родини Багатозяброві акули. Має 2 види.

## Опис
Загальна довжина представників цього роду коливається від 1,8 до 4,8. Вага — від 20 до 800 кг. Характерними ознаками виду, крім 6 зябрових щілин, є широка голова. Морда витягнута сильно уперед. Має гребнеподібні зуби. Тулуб товстий, важкий. Забарвлені у темно-сірий або кавовий колір чи сіро-бурий.

## Спосіб життя
Ведуть таємниче життя, віддають перевагу глибоким водам, населяють підводні континентальні шельфи, схили. Зустрічаються на глибинах від 90 до 2300 м. Вночі підіймаються вище до поверхні. Живляться кістковими рибами, ракоподібними.
Це яйцеживородні акули. Самиця народжує від 13 до 108 акуленят.

## Розповсюдження
Мешкають біля атлантичного узбережжя США (від Північної Кароліни до Флориди), від Мексиканської затоки до північної Аргентини; від Ісландії до Намібії, зокрема Середземному морі. В Індійському океані: від ПАР до Мозамбіку та Мадагаскару. У Тихому океані: від Алеутських островів до Каліфорнії (США) та Мексики, а також біля Чилі.

## Види
- Шестизяброва акула тупоноса
- Шестизяброва акула великоока